# Triaspis fulgens
Triaspis fulgens är en stekelart som beskrevs av Papp 1971. Triaspis fulgens ingår i släktet Triaspis och familjen bracksteklar. Inga underarter finns listade i Catalogue of Life.